# Cissus
Cissus er en slægt med flere end 300 arter, der er udbredt i de tropiske områder på hele kloden. Det er stedsegrønne eller løvfældende, urteagtige eller træagtige lianer med enkle eller forgrenede slyngtråde. Bladene er spredtstillede og hele eller hånddelte med takket rand. Blomsterne er samlet i stande overfor bladene. De enkelte blomster er 4-tallige og uanselige med affaldende kronblade. Frugterne er ægformede eller elliptiske bær med 1-2 frø.
Her beskrives kun de arter, der bliver dyrket som stueplanter.
| Beskrevne arter |

- Kongevin (Cissus alata)
- Russervin (Cissus antarctica)
- Broget vin (Cissus discolor)
- Prinsessevin (Cissus lanceolata)
- Japanvin (Cissus striata)

| Andre arter |

| - Cissus adnata - Cissus bainesii - Cissus brevipedunculata - Cissus campestris - Cissus cantoniensis - Cissus capensis - Cissus cirrhosa - Cissus crameriana - Cissus cucurbitina - Cissus currorii - Cissus erosa - Cissus geniculata - Cissus gongylodes - Cissus hypoglauca - Cissus incisa - Cissus intermedia - Cissus javana - Cissus juttae - Cissus lanceolaria - Cissus leucostaphyla - Cissus micrantha | - Cissus nodosa - Cissus obliqua - Cissus orientalis - Cissus pallida - Cissus palmata - Cissus pentagona - Cissus pteroclada - Cissus quadrangularis - Cissus repanda - Cissus repens - Cissus rhombifolia - Cissus rotundifolia - Cissus serrulata - Cissus sicyoides - Cissus sulcicaulis - Cissus tomentosa - Cissus trifolia - Cissus trifoliata - Cissus umbellata - Cissus verticillata - Cissus vitifolia |